# 1993 DF2
1993 DF2 är en asteroid i huvudbältet som upptäcktes den 25 februari 1993 av de båda japanska astronomerna Seiji Ueda och Hiroshi Kaneda i Kushiro.